# Diocesi di Luiza
La diocesi di Luiza (in latino: Dioecesis Ludovicana) è una sede della Chiesa cattolica nella Repubblica Democratica del Congo suffraganea dell'arcidiocesi di Kananga. Nel 2021 contava 738.000 battezzati su 1.230.000 abitanti. È retta dal vescovo Félicien Mwanama Galumbulula.

## Territorio
La diocesi comprende il territorio di Luiza e parte di quelli di Kazumba e di Dibaya nella provincia del Kasai Centrale, nella Repubblica Democratica del Congo.
Sede vescovile è la città di Luiza, dove si trova la cattedrale di San Vincenzo.
Il territorio è suddiviso in 26 parrocchie.

## Storia
La diocesi è stata eretta il 26 settembre 1967 con la bolla In Summo Pontificalis di papa Paolo VI, ricavandone il territorio dall'arcidiocesi di Luluabourg (oggi arcidiocesi di Kananga).
Il 25 marzo 2022 ha ceduto una porzione di territorio a vantaggio della diocesi di Tshilomba.

## Cronotassi dei vescovi
Si omettono i periodi di sede vacante non superiori ai 2 anni o non storicamente accertati.
- Bernard Mels, C.I.C.M.  † (26 settembre 1967 - 3 ottobre 1970 dimesso[1])
- Godefroid Mukeng'a Kalond, C.I.C.M. (30 agosto 1971 - 3 marzo 1997 nominato arcivescovo di Kananga)
- Léonard Kasanda Lumembu, C.I.C.M. (3 aprile 1998 - 3 gennaio 2014 ritirato)
- Félicien Mwanama Galumbulula, dal 3 gennaio 2014

## Statistiche
La diocesi nel 2022 su una popolazione di 1.230.000 persone contava 738.000 battezzati, corrispondenti al 60,0% del totale.
| anno | popolazione | popolazione | popolazione | presbiteri | presbiteri | presbiteri | presbiteri                | diaconi | religiosi | religiosi | parrocchie |
| anno | battezzati  | totale      | %           | numero     | secolari   | regolari   | battezzati per presbitero | diaconi | uomini    | donne     | parrocchie |
| ---- | ----------- | ----------- | ----------- | ---------- | ---------- | ---------- | ------------------------- | ------- | --------- | --------- | ---------- |
| 1969 | 120.000     | 270.000     | 44,4        | 31         | 4          | 27         | 3.870                     |         | 33        | 29        | 9          |
| 1980 | 361.000     | 549.000     | 65,8        | 33         | 9          | 24         | 10.939                    |         | 29        | 80        | 21         |
| 1990 | 505.457     | 895.000     | 56,5        | 55         | 35         | 20         | 9.190                     |         | 58        | 119       | 23         |
| 1996 | 590.626     | 999.834     | 59,1        | 76         | 58         | 18         | 7.771                     |         | 67        | 201       | 26         |
| 2001 | 840.266     | 1.500.000   | 56,0        | 83         | 68         | 15         | 10.123                    |         | 65        | 223       | 30         |
| 2002 | 847.766     | 1.500.000   | 56,5        | 77         | 65         | 12         | 11.009                    |         | 78        | 244       | 30         |
| 2003 | 847.850     | 1.500.000   | 56,5        | 71         | 61         | 10         | 11.941                    |         | 89        | 287       | 30         |
| 2013 | 1.799.000   | 2.586.000   | 69,6        | 88         | 78         | 10         | 20.443                    |         | 80        | 371       | 47         |
| 2016 | 1.639.660   | 2.385.988   | 68,7        | 94         | 85         | 9          | 17.443                    |         | 77        | 388       | 45         |
| 2019 | 1.802.160   | 2.622.450   | 68,7        | 110        | 101        | 9          | 16.383                    |         | 90        | 406       | 45         |
| 2021 | 1.752.965   | 2.696.870   | 65,0        | 111        | 103        | 8          | 15.792                    |         | 55        | 454       | 53         |
| 2022 | 738.000     | 1.230.000   | 60,0        | 79         | 79         |            | 9.341                     | 2       | 32        | 106       | 26         |